# Draga (Velike)
Draga (1910 és 1981 között Draga Požeška) falu Horvátországban, Pozsega-Szlavónia megyében. Közigazgatásilag Velikéhez tartozik.

## Fekvése
Pozsegától légvonalban 12, közúton 15 km-re északra, községközpontjától légvonalban 3, közúton 5 km-re délnyugatra, a Papuk-hegység déli lejtőin, Biškupci és Potočani között fekszik.

## Története
Draga már a középkorban is létezett. Engel Pál szerint több szomszédos településsel együtt már 1324-ben említik. 1435-ben („Poss. Dragonch”) és 1488-ban („Dragawacz”) is Velike várának tartozékaként említik a korabeli források. Megemlíti az 1545-ben készült török defter is. 1698-ban „Draga” néven 8 portával szerepel a török uralom alól felszabadított szlavóniai települések összeírásában. 1705-ben 11, 1746-ban 13 ház állt a településen.
Az első katonai felmérés térképén „Dorf Draga” néven látható. Lipszky János 1808-ban Budán kiadott repertóriumában „Draga” néven szerepel. Nagy Lajos 1829-ben kiadott művében „Draga” néven 32 házzal, 219 katolikus vallású lakossal találjuk. 1857-ben 177, 1910-ben 182 lakosa volt. 1910-ben a népszámlálás adatai szerint lakosságának 89%-a horvát, 8%-a magyar anyanyelvű volt. Pozsega vármegye Pozsegai járásának része volt. Az első világháború után 1918-ban az új szerb-horvát-szlovén állam, majd később (1929-ben) Jugoszlávia része lett. 1991-ben lakosságának 92%-a horvát nemzetiségű volt. 2001-ben 275 lakosa volt.

## Lakossága
| Lakosság változása | Lakosság változása | Lakosság változása | Lakosság változása | Lakosság változása | Lakosság változása | Lakosság változása | Lakosság változása | Lakosság változása | Lakosság változása | Lakosság változása | Lakosság változása | Lakosság változása | Lakosság változása | Lakosság változása | Lakosság változása |
| ------------------ | ------------------ | ------------------ | ------------------ | ------------------ | ------------------ | ------------------ | ------------------ | ------------------ | ------------------ | ------------------ | ------------------ | ------------------ | ------------------ | ------------------ | ------------------ |
| 1857               | 1869               | 1880               | 1890               | 1900               | 1910               | 1921               | 1931               | 1948               | 1953               | 1961               | 1971               | 1981               | 1991               | 2001               | 2011               |
| 177                | 175                | 175                | 144                | 191                | 182                | 177                | 213                | 229                | 243                | 238                | 217                | 223                | 245                | 266                | 275                |